# 틸 슈바이거
틸 슈바이거(Til Schweiger, 1963년 12월 19일 ~ )은 독일의 배우, 각본가, 제작자이다. 연출가로는 1990년대와 2000년대의 가장 성공적인 영화들에 참여했고, 배우로는 현대 독일영화의 스타들 중 하나이다.

## 삶
기센과 호이헬하임에서 자랐다. 네덜란드에서 군복무를 하였다. 양심적 병역거부를 하여 병원에서 일하게 되었다. 군복무를 마친후 의학을 공부하다가 독일학으로 진로를 바꾸었으나 그만 두었다.
1986년 쾰른 연극학교에 들어가 3년후 졸업했다. 본의 콘트라-크라이스-테아터에 채용되었다.

## 작품

### 출연
- 코코베
- 맨발
- 바스터즈
- 가디언즈
- 귀없는토끼
- Honig im Kopf
- 미션 이스탄불 5: 더 파이널 - 닉 역
- 아토믹 블론드 - 워치 메이커 역
- 스페셜 스쿼드

### 감독
- 베를린, 아이 러브 유

### 각본, 감독
- 허니 인 더 헤드

### 각본, 감독, 출연
- 클라센트레펜
- 세이빙 더 월드 노운 투 어스 - 하디 역